# فيكتور كاستيلو
فيكتور كاستيلو (بالإسبانية: Víctor Castillo) هو منافس ألعاب قوى فنزويلي، ولد في 8 يونيو 1981 في San Joaquín Municipality, Carabobo ‏ في فنزويلا.

## وصلات خارجية
- فيكتور كاستيلو على موقع الاتحاد الدولي لألعاب القوى (الإنجليزية)
- فيكتور كاستيلو على موقع أوليمبيديا (الإنجليزية)